# Constant Verschueren
Constant Verschueren, dit aussi Stan, né le 5 février 1917 à Iteghem, section de la commune de Heist-op-den-Berg, et mort le 7 décembre 1996 à Lierre, est un coureur cycliste belge, professionnel de 1944 à 1956.

## Biographie
Ses frères Denis et Pol Verschueren ont également été cyclistes professionnels.

## Palmarès
- 1939
  - 2e du Circuit de la Meuse
- 1945
  - Circuit de Neeroeteren
- 1947
  - Flèche de Heist
- 1948
  - 2e du Tour du Limbourg
- 1949
  - Circuit de Belgique centrale
  - 3e de Circuit de l'Ouest à Mons
  - 3e de Liège-Middelkerke
- 1950
  - Hoeilaart-Diest-Hoeilaart
  - 2e étape de Berg-Housse-Berg
  - 3e de Bruxelles-Couvin
- 1951
  - 2e de Circuit de l'Ouest à Mons
  - 2e de la Flèche halloise
- 1952
  - Flèche hesbignonne-Cras Avernas
  - 2e du Circuit de Flandre centrale
  - 2e de Bruxelles-Bost
  - 2e de Bruxelles-Couvin
- 1954
  - 3e de la Heusden Koers